# Boleszkowice (stacja kolejowa)
Boleszkowice – stacja kolejowa w Boleszkowicach, w województwie zachodniopomorskim, w Polsce.
Stacja posiada dwa tory główne zasadnicze. W zasadzie jest to posterunek odgałęźny obsługiwany z nastawni Bc i posterunek bocznicowy dla PGNiG Nafta. Tory PGNiG Nafta odgałęziają się rozjazdem nr 6 z toru nr 1.

## Ruch pasażerski
| Rok  | Wymiana pasażerska na dobę |
| ---- | -------------------------- |
| 2017 | 50-99                      |
| 2022 | 50-99                      |